# Thunder Seven
Thunder Seven il settimo album della band Triumph pubblicato nel 1984.

## Tracce
1. "Spellbound" – 5:11
2. "Rock Out, Roll On" – 5:18
3. "Cool Down" – 4:51
4. "Follow Your Heart" – 3:27
5. "Time Goes By" – 6:02
6. "Midsummer's Daydream" (Rik Emmett) – 1:41
7. "Time Canon" – 1:31
8. "Killing Time" – 4:14
9. "Stranger in a Strange Land" – 5:15
10. "Little Boy Blues" – 3:43

## Formazione
- Rik Emmett - chitarra, voce
- Rick Santers - tastiera
- Mike Levine - basso
- Gil Moore - batteria